# 1763 у літературі
Стаття є списком літературних подій та публікацій у 1763 році.

## Події
- Вийшов друком перший випуск «Готського альманаху».

## Поезія
- «Темора» — епічна поема Джеймса Макферсона.

## Народились
- 9 травня — Бачані Янош, угорський поет (помер у 1845).
- 15 червня — Кобаясі Ісса, японський поет, майстер хайку (помер у 1828).

## Померли
- 25 листопада — Антуан Франсуа Прево (Абат Прево), французький письменник (народився в 1697).